# Amusia
Amusia is een geslacht van spinnen uit de familie bodemjachtspinnen (Gnaphosidae).

## Soorten
De volgende soorten zijn bij het geslacht ingedeeld:
- Amusia cataracta Tucker, 1923
- Amusia murina Tullgren, 1910